# Stéphane Marsan
Pour les articles homonymes, voir Marsan (homonymie).
Stéphane Marsan, né en 1970 à Paris, est un auteur et un éditeur français de fantasy.

## Biographie

### Éditeur
Il participe en 1995 à la création des éditions Mnémos, avec Frédéric Weil, au sein de l'éditeur de jeux de rôles Multisim. Il quitte Multisim en janvier 2000 pour fonder Bragelonne, une maison d'édition de fantasy et de science-fiction, aux côtés d'Alain Névant, dont il est en 2021 le directeur de publication.
Stéphane Marsan a participé à la renaissance d'une fantasy française[réf. nécessaire] en publiant les premiers textes d'auteurs comme Mathieu Gaborit, Fabrice Colin, Sabrina Calvo, Laurent Kloetzer, Pierre Grimbert ou Magali Ségura.
Il est l'auteur de romans parus aux éditions Mnémos et basés sur l'univers du jeu de rôle Guildes, c'est-à-dire la trilogie des Carnets de la constellation, soit L'Épreuve de l'Astramance, La Cathédrale des cimes et Les Miroirs de Cosme, et une seconde trilogie, La Légende de Shamir, comptant L'Or de nébuleuse, Le Château de Nocte et L'Empire des naufrageurs.

### Accusations de sexisme et harcèlement sexuel
Le 30 septembre 2020, Stéphane Marsan dépose une plainte pour diffamation après la parution d'un article sur Francetvinfo, qui faisait allusion, sans donner son nom, à des propos et des gestes déplacés de la part de l'éditeur.
Dans un article publié par Médiapart le 21 avril 2021, 25 femmes témoignent de comportements sexistes (gestes inappropriés, à connotation sexuelle) de la part de Stéphane Marsan dans un contexte professionnel. Parmi elles, les autrices Samantha Bailly, dont les premiers romans ont été publiés chez Bragelonne, et Catherine Dufour. Suite à des demandes d'entretiens de la part de Mediapart, Stéphane Marsan supprime son compte Twitter et passe son compte Facebook en privé. Un droit de réponse est publié sur le site ActuaLitté, où le directeur de publication dément les accusations.
Le 28 mai 2021, huit autrices, dont Mel Andoryss, Samantha Bailly, Sabrina Calvo, Cécile Duquenne et Mélanie Fazi, publient une lettre ouverte où elles annoncent vouloir recourir à leur droit de retrait si une enquête interne n'est pas diligentée. Son comportement durant plusieurs éditions du festival Les Imaginales, pointé par une des organisatrices Silène Edgar, est également abordé par les médias et les réseaux sociaux en octobre 2021, Marsan ayant profité de son statut d'éditeur pour avoir un comportement sexiste envers les apprenties autrices qu'il rencontre.
Entretemps, le 6 juillet 2021, le groupe Bragelonne annonce dans un communiqué la démission de Stéphane Marsan de ses fonctions de président et d’administrateur. Plusieurs nominations interviennent à la suite de ce changement d’organigramme, avec l’arrivée de Bernard Chaussegros en qualité de président du groupe.